# Dijana Ujkić
Dijana Ujkić (født 5. juli 1996 i Podgorica) er en montenegrinsk håndboldspiller, som spiller for rumænske CS Măgura Cisnădie og Montenegros kvindehåndboldlandshold.